# Nabisco Masters 1988 - Doppio
Il doppio del torneo di tennis Nabisco Masters 1988, facente parte della categoria Grand Prix, ha avuto come vincitori Rick Leach e Jim Pugh che hanno battuto in finale 6–4, 6–3, 2–6, 6–0 Sergio Casal e Emilio Sánchez.

## Tabellone

### Legenda
| - Q = Qualificato - WC = Wild card - LL = Lucky loser | - ALT = Alternate - SE = Special Exempt - PR = Protected Ranking | - w/o = Walkover - r = Ritirato - d = Squalificato |

### Finali
|  | Semifinali                    | Semifinali                    | Semifinali                    | Semifinali                    | Semifinali | Semifinali | Semifinali |  |  | Finale                      | Finale                      | Finale                      | Finale | Finale | Finale | Finale |  |
|  |                               |                               |                               |                               |            |            |            |  |  |                             |                             |                             |        |        |        |        |  |
|  | Rick Leach Jim Pugh           | Rick Leach Jim Pugh           | Rick Leach Jim Pugh           | Rick Leach Jim Pugh           | 7          | 6          | 6          |  |  |                             |                             |                             |        |        |        |        |  |
|  | Jorge Lozano Todd Witsken     | Jorge Lozano Todd Witsken     | Jorge Lozano Todd Witsken     | Jorge Lozano Todd Witsken     | 6          | 1          | 2          |  |  | Rick Leach Jim Pugh         | Rick Leach Jim Pugh         | Rick Leach Jim Pugh         | 6      | 6      | 2      | 6      |  |
|  | John Fitzgerald Anders Järryd | John Fitzgerald Anders Järryd | John Fitzgerald Anders Järryd | John Fitzgerald Anders Järryd | 5          | 0          | 2          |  |  | Sergio Casal Emilio Sánchez | Sergio Casal Emilio Sánchez | Sergio Casal Emilio Sánchez | 4      | 3      | 6      | 0      |  |
|  | Sergio Casal Emilio Sánchez   | Sergio Casal Emilio Sánchez   | Sergio Casal Emilio Sánchez   | Sergio Casal Emilio Sánchez   | 7          | 6          | 6          |  |  |                             |                             |                             |        |        |        |        |  |

### Gruppo A
|  |                               | Leach Pugh         | Aldrich Visser     | Davis Drewett      | Fitzgerald Järryd  | RR W–L | Set W–L | Game W–L | Classifica |
|  | Rick Leach Jim Pugh           |                    | 6–4, 6–4, 6–3      | 6–4, 6–4, 6–7, 6–1 | 1–6, 2–6, 4–6      | 2–1    | 6–4     | 49–45    | 2          |
|  | Pieter Aldrich Danie Visser   | 4–6, 4–6, 3–6      |                    | 6–3, 7–6, 6–4      | 4–6, 4–6, 7–6, 3–6 | 1–2    | 4–6     | 48–55    | 3          |
|  | Marty Davis Brad Drewett      | 4–6, 4–6, 7–6, 1–6 | 3–6, 6–7, 4–6      |                    | 4–6, 7–6, 5–7, 3–6 | 0–3    | 2–9     | 48–68    | 4          |
|  | John Fitzgerald Anders Järryd | 6–1, 6–2, 6–4      | 6–4, 6–4, 6–7, 6–3 | 6–4, 6–7, 7–5, 6–3 |                    | 3–0    | 9–2     | 67–44    | 1          |

La classifica viene stilata in base ai seguenti criteri: 1) Numero di vittorie; 2) Numero di partite giocate; 3) Scontri diretti (in caso di due giocatori pari merito ); 4) Percentuale di set vinti o di games vinti (in caso di tre giocatori pari merito ); 5) Decisione della commissione.

### Gruppo B
|  |                             | Casal Sánchez           | Evernden Kriek     | Flach Seguso            | Lozano Witsken          | RR W–L | Set W–L | Game W–L | Classifica |
|  | Sergio Casal Emilio Sánchez |                         | 4–6, 6–4, 7–6, 6–3 | 6–2, 6–2, 5–7, 1–6, 7–6 | 4–6, 6–7, 1–6           | 2–1    | 6–6     | 59–61    | 2          |
|  | Kelly Evernden Johan Kriek  | 6–4, 4–6, 6–7, 3–6      |                    | 4–6, 7–6, 1–6, 2–6      | 6–4, 6–3, 2–6, 6–4      | 1–2    | 5–7     | 53–64    | 4          |
|  | Ken Flach Robert Seguso     | 2–6, 2–6, 7–5, 6–1, 6–7 | 6–4, 6–7, 6–1, 6–2 |                         | 2–6, 6–2, 6–2, 3–6, 6–7 | 1–2    | 7–7     | 70–62    | 3          |
|  | Jorge Lozano Todd Witsken   | 6–4, 7–6, 6–1           | 4–6, 3–6, 6–2,4–6  | 6–2, 2–6, 2–6, 6–3, 7–6 |                         | 2–1    | 6–5     | 59–54    | 1          |

La classifica viene stilata in base ai seguenti criteri: 1) Numero di vittorie; 2) Numero di partite giocate; 3) Scontri diretti (in caso di due giocatori pari merito ); 4) Percentuale di set vinti o di games vinti (in caso di tre giocatori pari merito ); 5) Decisione della commissione.